# Lac La Biche-Saint-Paul-Two Hills
Circonscription électorale provinciale du Canada
Lac La Biche-Saint-Paul-Two Hills (auparavant Lac La Biche-Saint Paul) est une circonscription électorale provinciale de l'Alberta (Canada), située dans le nord-est de la province. Elle comprend les bourgs de Saint-Paul et Two Hills, ainsi que la Comté de Lac La Biche. Créée en 1993, elle succède à l'ancienne circonscription de l'Athabasca-Lac La Biche. 
Son député actuel est Dave Hanson du parti Wildrose.
Cette circonscription compte une importante population francophone formant une grande communauté de Franco-albertains. Paul André Joseph Langevin, ancien maire de Saint-Paul, fut le premier député de cette circonscription de 1993 à 2001.

## Liste des députés
| Années                            | Années                  | Député                     | Parti politique           |
| Lac La Biche-Saint-Paul           | Lac La Biche-Saint-Paul | Lac La Biche-Saint-Paul    | Lac La Biche-Saint-Paul   |
| --------------------------------- | ----------------------- | -------------------------- | ------------------------- |
|                                   | 1993 - 1994             | Paul André Joseph Langevin | Libéral                   |
|                                   | 1994-1995               | Paul André Joseph Langevin | Indépendant               |
|                                   | 1995-1997               | Paul André Joseph Langevin | Progressiste-conservateur |
|                                   | 1997 - 2001             | Paul André Joseph Langevin | Progressiste-conservateur |
|                                   | 2001 - 2004             | Ray Danyluk                | Progressiste-conservateur |
|                                   | 2004 - 2008             | Ray Danyluk                | Progressiste-conservateur |
|                                   | 2008 - 2012             | Ray Danyluk                | Progressiste-conservateur |
| Lac La Biche-Saint-Paul-Two Hills |                         |                            |                           |
|                                   | 2012 - 2015             | Shayne Saskiw              | Wildrose                  |
|                                   | 2015 - (actuel)         | Dave Hanson                | Wildrose                  |

## Résultats Électoraux
| Élection générale albertaine de 2015: Lac La Biche-Saint-Paul-Two Hills | Élection générale albertaine de 2015: Lac La Biche-Saint-Paul-Two Hills | Élection générale albertaine de 2015: Lac La Biche-Saint-Paul-Two Hills | Élection générale albertaine de 2015: Lac La Biche-Saint-Paul-Two Hills | Élection générale albertaine de 2015: Lac La Biche-Saint-Paul-Two Hills | Élection générale albertaine de 2015: Lac La Biche-Saint-Paul-Two Hills |
| Parti                                                                   | Parti                                                                   | Candidat                                                                | Voix                                                                    | %                                                                       | ± %                                                                     |
| ----------------------------------------------------------------------- | ----------------------------------------------------------------------- | ----------------------------------------------------------------------- | ----------------------------------------------------------------------- | ----------------------------------------------------------------------- | ----------------------------------------------------------------------- |
|                                                                         | Wildrose                                                                | Dave Hanson                                                             | 4 760                                                                   | 38,65 %                                                                 | -7,91 %                                                                 |
|                                                                         | Néo-démocrate                                                           | Catherine Harder                                                        | 4 213                                                                   | 34,21 %                                                                 | +28,68 %                                                                |
|                                                                         | Progressiste-Conservateur                                               | Darrell Younghans                                                       | 3 002                                                                   | 24,38 %                                                                 | -18,02 %                                                                |
|                                                                         | Vert                                                                    | Brian Deheer                                                            | 340                                                                     | 2,76 %                                                                  |                                                                         |
| Total                                                                   | Total                                                                   | Total                                                                   | 12 315                                                                  | 100,00 %                                                                |                                                                         |